# Bgheno-Norawank

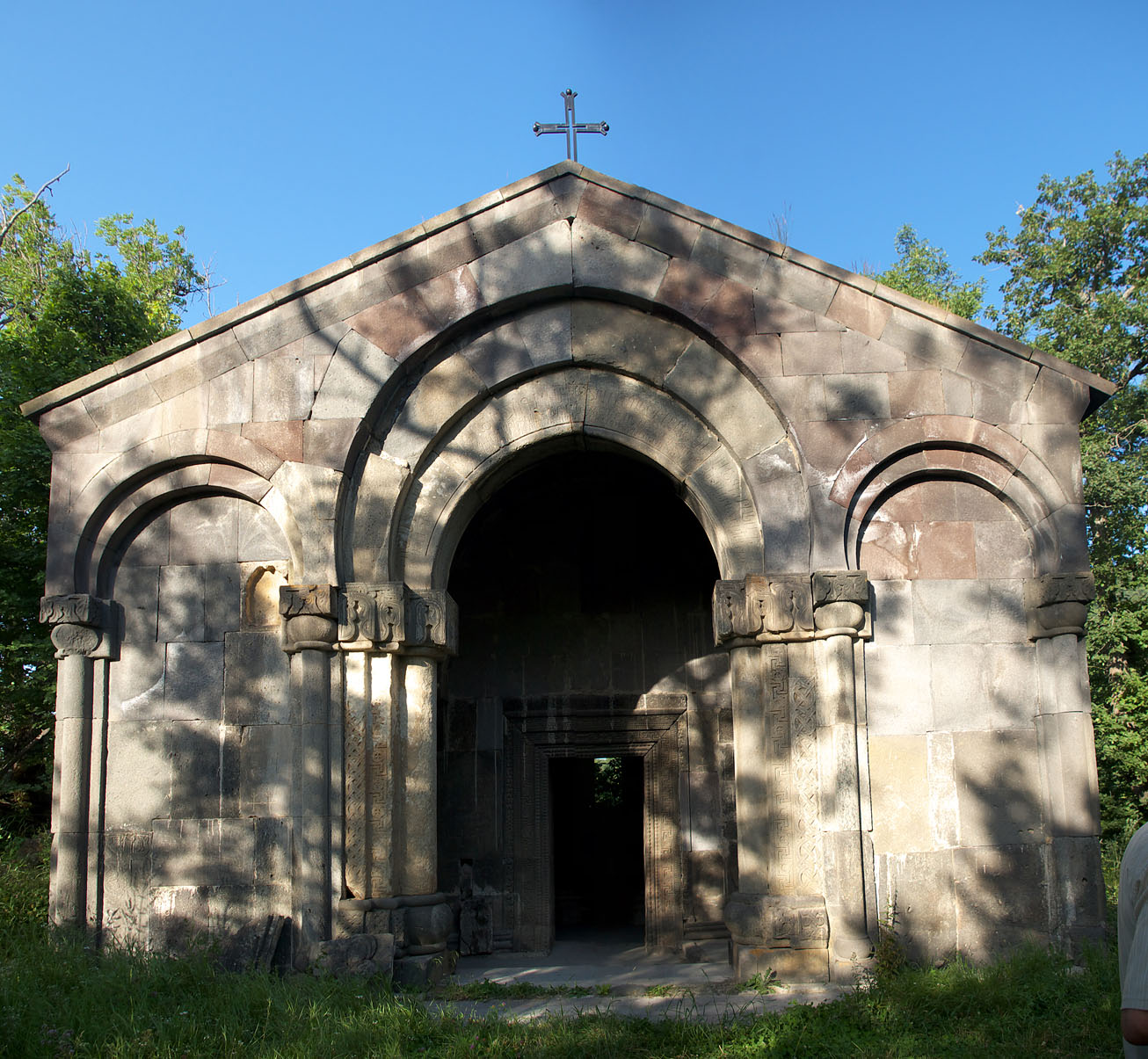
Westfassade des Portalvorbaus

Bgheno-Norawank (armenisch Բղենո-Նորավանք, „Neues Kloster von Bghen“) ist ein ehemaliges Kloster der Armenisch-Apostolischen Kirche in der südarmenischen Provinz Sjunik, von dem eine kleine, 1062 datierte, einschiffige Saalkirche mit seitlich angebauten Kapellen in einem Waldgebiet südlich von Goris erhalten blieb. 989 wurde hier das Etschmiadsin-Evangeliar, die bedeutendste armenische Handschrift, angefertigt. Im 14. Jahrhundert wurde das Kloster verlassen. Die von Wald überwucherte Kirchenruine wurde Anfang des 20. Jahrhunderts wiederentdeckt und bis Anfang der 1960er Jahre restauriert.
Bgheno-Norawank ist nicht identisch mit dem Kloster Norawank in der Provinz Wajoz Dsor.

## Lage
Koordinaten: 39° 23′ 17,4″ N, 46° 21′ 36,3″ O
Südlich von Goris passiert die von Sissian kommende Schnellstraße M2 nach vier Kilometern das Dorf Karahundsch, verläuft weiter im Tal des Goris-Flusses und überquert jenseits eines Hügels in einer Schlucht auf 730 Metern Höhe den Worotan beim gleichnamigen Dorf und einem Wasserkraftwerk. Nun steigt die Straße in vielen Serpentinen parallel zur Grenze der Republik Bergkarabach auf und führt über einen rund 1700 Meter hohen Pass zur Provinzhauptstadt Kapan. Kurz vor der Passhöhe und vor dem Dorf Schurnuch zweigt eine Nebenstraße zum Dorf Bardsrawan (Bardzravan) nach Westen ab. Die Klosterruine befindet sich auf einer kleinen ebenen Lichtung in einem dichten Waldgebiet 3,5 Kilometer ab der Abzweigung und 100 Meter nördlich der Straße. Bardsrawan liegt vier Kilometer nordwestlich vom Kloster. Das Dorf Tandsawer wenige Kilometer südwestlich an der vom Kloster Tatew nach Kapan führenden Nebenstraße H45 ist vom Kloster direkt nicht zu erreichen. 

## Geschichte
Bghen ist der Name eines historischen Kantons in der Provinz Sjunik, der im Mittelalter zum kirchlichen Verwaltungsgebiet des Bischofs von Tatew gehörte. In der Gegend wurden bronze- und eisenzeitliche Grabsteine gefunden. Möglicherweise stand zuerst eine frühchristliche Kirche an der Stelle des im 10. Jahrhundert gegründeten Klosters. Dem Geschichtsschreiber Stephanos Orbelian (um 1250–1305) zufolge waren die ersten, 935–936 unter dem Priester Stephanos errichteten Gebäude eine Kirche mit vorgelagertem Gawit, eine Unterkunft für Aussätzige und ein Portikus aus hellem Kalkstein.
Ab 1050 wurde die Kirche neu aufgebaut, diesmal unter Verwendung von blaugrauem Basalt. Drei Inschriften erwähnen den 1058 verstorbenen Bischof Hovhannes V. (Johannes) von Sjunik als Bauherren. In diesem Jahr war der Hauptraum der Kirche vollendet. Nach seinem Tod führte der Mönch Grigor dessen Werk im Auftrag des Königs Grigor von Sjunik fort. Dies geht aus einer weiteren Inschrift hervor, in der 1062 die Fertigstellung der gesamten Kirche festgehalten wird.
Bghen-Norawank gehörte im 10. Jahrhundert nach den Klöstern Tatew und Tsaghats Kar zu den bedeutenderen Ausbildungseinrichtungen, in denen humanistische Bildung, Schriftkunde, Miniaturmalerei und Bildhauerei gelehrt wurde. Ende des 13. Jahrhunderts wurde Gladzor (im Kloster Tanahat) zur führenden Universität Armeniens, um 1340 trat für ein Jahrhundert Tatew dessen Nachfolge an. Von den zahlreichen Evangeliaren und sonstigen kirchlichen und weltlichen Texten, die im Kloster kopiert wurden, blieb nach den Überfällen durch Seldschuken ab Mitte des 11. Jahrhunderts, Mongolen in der ersten Hälfte des 13. Jahrhunderts und Timuriden ab Ende des 14. Jahrhunderts fast nichts erhalten. Eines der wenigen überlieferten Manuskripte ist das 989 angefertigte Etschmiadsin-Evangeliar, das heute im Matenadaran in Jerewan aufbewahrt wird. Es besitzt im Anhang vier Miniaturen vom Ende des 6. oder Anfang des 7. Jahrhunderts und einen reliefierten Elfenbein-Einband byzantinischer Herkunft aus dem 6. Jahrhundert.
Um die Mitte des 14. Jahrhunderts gaben die Mönche das Kloster auf und allmählich wurden die Ruinen von Wald überwachsen. In den 1920er Jahren entdeckte der Schriftsteller Axel Bakunts, der als Agronom die Gegend erkundete, zufällig die Ruinen mitten im Wald. 1950 wurde die erhaltene Kirche freigelegt und in den Jahren 1961 bis 1962 restauriert.

## Klosteranlage

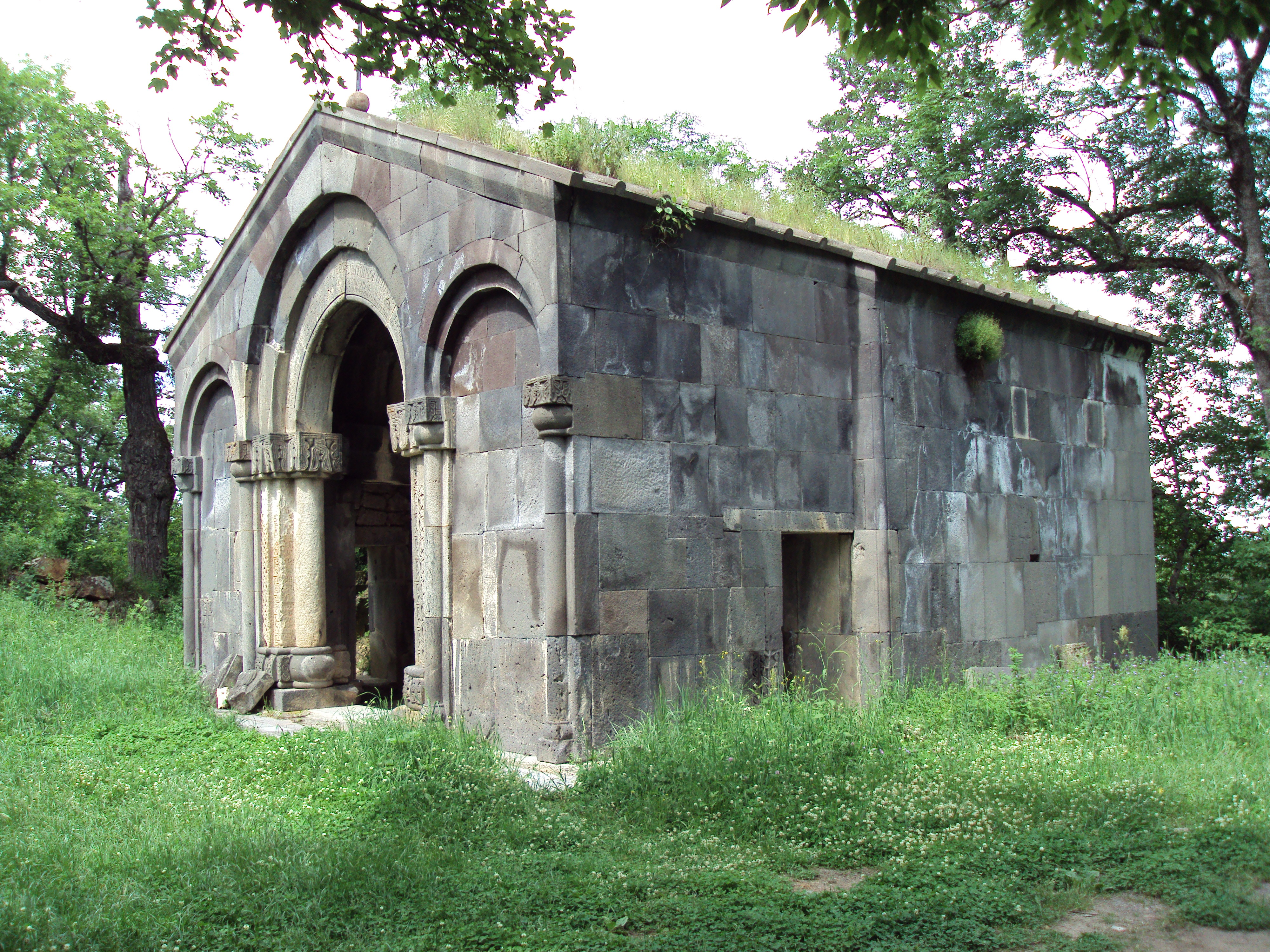
Ansicht von Südwesten

Nördlich der restaurierten Kirche blieben einige Fundamente von Nebengebäuden aus verschiedenen Zeiten erhalten. Die Kirche könnte eine Palastkapelle gewesen sein und zur Sommerresidenz des Erzbischofs von Sjunik gehört haben, der in Tatew residierte. Die Metropoliten von Sjunik waren bestrebt, sich eine gewisse Unabhängigkeit vom Katholikos im weitab im Norden gelegenen Etschmiadsin zu bewahren, was sich unter anderem im Bemühen um eine originelle Architektur, wie sie für die Region typisch ist, ausgedrückt haben könnte.
In seinem Kern besteht das Gebäude aus einem tonnenüberwölbten rechteckigen Raum, an den sich im Osten eine halbrunde Apsis anschließt. Die Längswände im Norden und Süden öffnen sich mit jeweils zwei Rundbogendurchgängen zu den 1058 bis 1062 seitlich angebauten Kapellen mit Tonnengewölbe, die ebenfalls über halbrunde Apsiden verfügen. Diesem Ensemble ist eine Portalvorhalle entlang fast der gesamten Westseite vorgebaut. Ihre drei Gewölbe sind als Fortsetzung derjenigen über den Kirchenräumen orientiert. Der Vorbau, von dem drei Eingänge zu den Kirchenräumen führen, besitzt außer dem mächtigen Hauptportal einen kleinen rechteckigen Zugang in der Nordwand und einen in der Südwand. Die gesamte Komposition ist einzigartig in der armenischen Sakralarchitektur und ähnelt außen einer stark verkürzten dreischiffigen Basilika, deren drei Schiffe von einem gemeinsamen Satteldach überdeckt werden. Eine Besonderheit stellen ferner fünf halbrunde Ausbuchtungen dar, die nebeneinander in die Apsisrückwand eingetieft sind. In der geraden Ostwand markieren außen zwei senkrechte Dreiecksnischen die Raumaufteilung zwischen Altarapsis und seitlichen Kapellen. Die nördliche Kapelle ist um zwei rechteckige Kammern an der Nordwand erweitert, die über die Außenwand hinausragen. Außer den offenen Eingängen stellt die einzige Lichtquelle ein relativ großes Fenster in der mittleren Apsis dar.

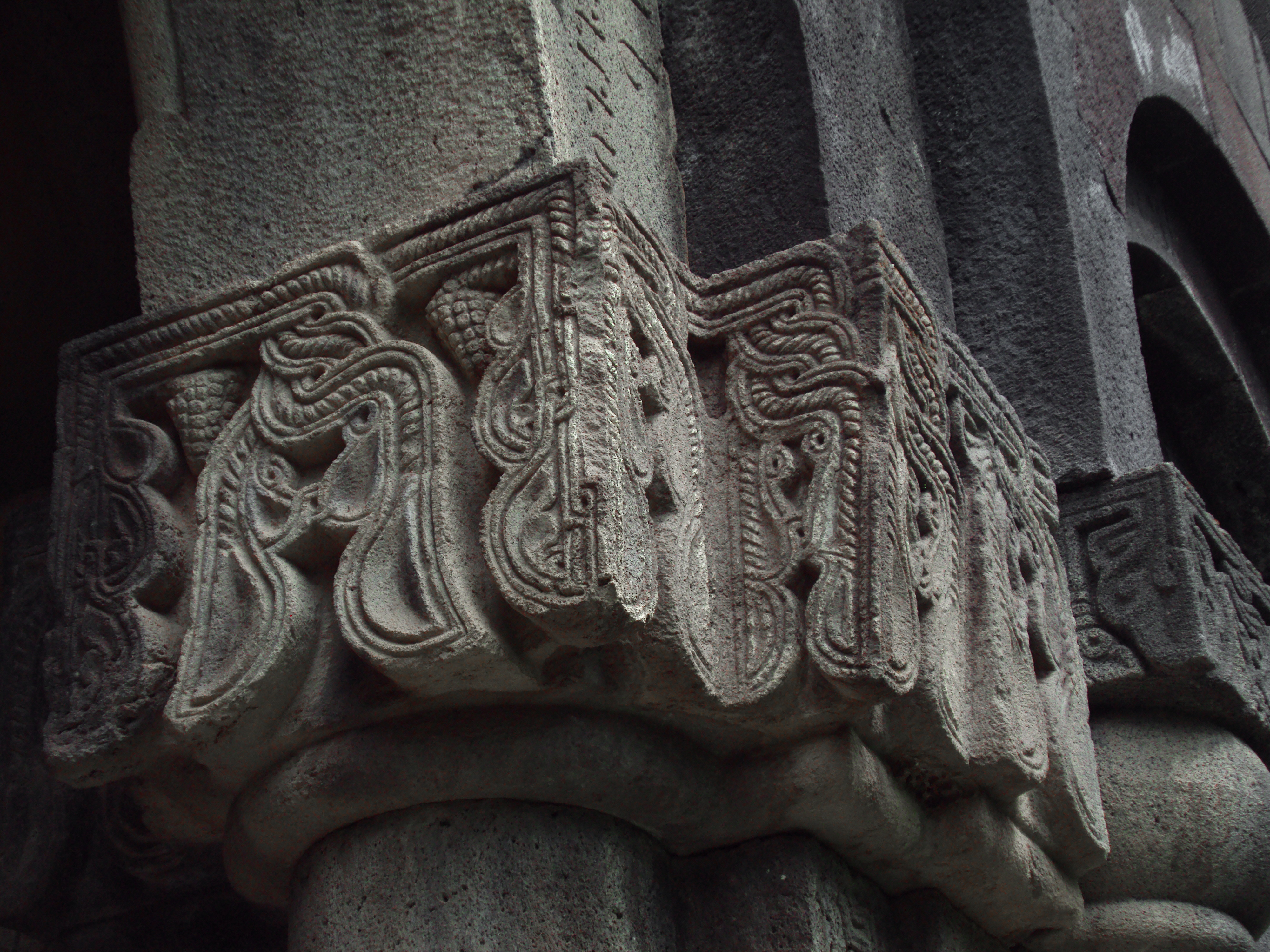
Kapitell an der südlichen Halbsäule des Portals

Die Portalvorhalle greift mit ihrer Lage vor der Westseite die gegen Ende des 10. Jahrhunderts entstandenen Gawite auf, die anfangs wie in Gndevank (999 datiert) rechteckige Hallen mit Tonnengewölbe waren. Die plastische Gestaltung des ansonsten schlichten äußeren Baukörpers konzentriert sich auf die Westfassade des Vorbaus. Dem von gedoppelten Rundbögen überragten Portal gesellen sich seitlich niedrigere und schmälere Nischen mit gedoppelten Blendbögen bei. Die beiden abgetreppten Bögen des Portals werden zum Scheitel hin breiter, was auch für die Innenraumgestaltung armenischer Kirchen dieser Zeit charakteristisch ist. Die Rundbögen werden von Halbsäulen mit reliefierten würfelförmigen Kämpferkapitellen gestützt. Die Kapitelle setzen sich aus Abakusplatten mit etwa gleich großen Kugeln darunter zusammen. Das Ornament an den Platten aus zerlappt herabhängenden Blätterpaaren findet sich an den entsprechenden Stellen an der Erlöserkirche von Ani (1036 datiert) und an der Muttergotteskirche (Surb Astvatsatsin) von Bjni (1031 datiert).
Das  Wandsegment oberhalb der Kapitelle scheint nicht nur über die seitlichen Nischen, sondern über die gesamte untere Fassade herauszuragen und bildet einen optischen hohen Schwerpunkt des Baukörpers, wie er auch bei der Kathedrale von Ani (1001 vollendet) vorkommt. Auch die plastische Gestaltung des Innenraums steht mit der Architekturschule von Ani in Verbindung. Die Laibungen der Durchgänge in den Längswänden sind wie die Kapitelle reich dekoriert.
Neben den geometrischen und floralen Gestaltungselementen wurden einige Reliefplatten mit figürlichen Motiven in den  Wänden verbaut. Es handelt sich vermutlich um Platten, die ursprünglich in größerer Zahl an den Seitenwänden der einschiffigen Kirche vor der Erweiterung durch seitliche Kapellen angebracht waren. Sie könnten eine Figurenreihe gebildet haben, wie an der 915–921 erbauten Heilig-Kreuz-Kirche von Akdamar. Stilistisch sind die Figuren jedoch deutlich unterschiedlich. Die Falten an den langen Gewändern erscheinen stark vereinfacht und fallen gerade herunter. Die Gesichtszüge sind auf die wesentlichen Merkmale reduziert, sie wirken starr und in sich gekehrt. Damit ähneln sie den frühchristlichen Miniaturen im Etschmiadsin-Evangeliar. Dagegen sind bei einem Relief, das die Frauen am Grab Jesu zeigt, die Gesichter etwas weicher und die Falten der Gewänder eleganter.